# رالف لوبکه
رالف لوبکه (آلمانی: Ralf Lübke؛ زادهٔ ۱۷ ژوئن ۱۹۶۵) دونده سرعت اهل آلمان بود.